# La Conversation de Bolzano
La Conversation de Bolzano (en hongrois : Vendégjáték Bolzanóban) est un roman de l'écrivain hongrois Sándor Márai paru en 1940.

## Résumé
Sándor Márai s'inspire d'un épisode de la vie de Casanova, qui se situe juste après son évasion des Plombs de Venise en 1755.